# Кубок Італії з футболу 1937—1938
Кубок Італії з футболу 1937—1938 — 5-й розіграш Кубка Італії з футболу. У турнірі взяли участь 112 італійських клубів. Титул володаря кубка Італії вперше здобув «Ювентус», який у фіналі переграв «Торіно».

## Календар
| Раунд            | Дата                         | Матчі | Клуби    |
| ---------------- | ---------------------------- | ----- | -------- |
| Попередній раунд | 5-12 вересня 1937            | 17    | 112 → 95 |
| Перший раунд     | 12 вересня - 28 жовтня 1937  | 31    | 95 → 64  |
| Другий раунд     | 31 жовтня - 1 листопада 1937 | 16    | 64 → 48  |
| Третій раунд     | 4-11 листопада 1937          | 16    | 48 → 32  |
| 1/16 фіналу      | 5-8 грудня 1937              | 16    | 32 → 16  |
| 1/8 фіналу       | 26-30 грудня 1937            | 8     | 16 → 8   |
| 1/4 фіналу       | 6 січня - 23 квітня 1938     | 4     | 8 → 4    |
| 1/2 фіналу       | 21 квітня - 1 травня 1938    | 2     | 4 → 2    |
| Фінал            | 1/8 травня 1938              | 2     | 2 → 1    |

## 1/16 фіналу
| Команда 1             | Рахунок | Команда 2       |
| --------------------- | ------- | --------------- |
| 5 грудня 1937         |         |                 |
| Аталанта              | 3:0     | Ліворно         |
| Новара (2)            | 1:1 дч  | Алессандрія (2) |
| Наполі                | 2:0     | Палермо (2)     |
| Анконітана-Б'янкі (2) | 3:5 дч  | Барі            |
| Лігурія               | 1:1 дч  | Фіорентіна      |
| Варезе (3)            | 0:2     | Мілан           |
| СПАЛ (3)              | 1:0     | Луккезе         |
| Спеція (2)            | 2:4     | Торіно          |
| Модена (2)            | 2:3     | СІАІ (3)        |
| 8 грудня 1937         |         |                 |
| Венеція (2)           | 2:1     | Трієстіна       |
| Ювентус               | 4:1     | Аквіла (2)      |
| Понтедера (3)         | 1:3 дч  | Рома            |
| Амброзіана-Інтер      | 5:2     | Віченца (3)     |
| Болонья               | 4:1     | Таранто (2)     |
| Лаціо                 | 0:1 дч  | Брешія (2)      |
| Савона (3)            | 2:3 дч  | Дженоа 1893     |

Перегравання
| Команда 1       | Рахунок | Команда 2  |
| --------------- | ------- | ---------- |
| 8 грудня 1937   |         |            |
| Алессандрія (2) | 2:0     | Новара (2) |
| Фіорентіна      | 2:3     | Лігурія    |

## 1/8 фіналу
| Команда 1        | Рахунок | Команда 2       |
| ---------------- | ------- | --------------- |
| 26 грудня 1937   |         |                 |
| Венеція (2)      | 1:1 дч  | Аталанта        |
| Ювентус          | 1:0     | Алессандрія (2) |
| Наполі           | 4:2 дч  | Рома            |
| Амброзіана-Інтер | 5:1     | Барі            |
| Лігурія          | 0:0 дч  | Мілан           |
| Болонья          | 4:1     | СПАЛ (3)        |
| СІАІ (3)         | 0:1 дч  | Торіно          |
| Брешія (2)       | 3:1 дч  | Дженоа 1893     |

Перегравання
| Команда 1      | Рахунок | Команда 2   |
| -------------- | ------- | ----------- |
| 29 грудня 1937 |         |             |
| Мілан          | 3:0     | Лігурія     |
| 30 грудня 1937 |         |             |
| Аталанта       | 3:0     | Венеція (2) |

## 1/4 фіналу
| Команда 1       | Рахунок | Команда 2        |
| --------------- | ------- | ---------------- |
| 6 січня 1938    |         |                  |
| Ювентус         | 6:0     | Аталанта         |
| Наполі          | 0:2     | Амброзіана-Інтер |
| Брешія (2)      | 2:6     | Торіно           |
| 23 березня 1938 |         |                  |
| Мілан           | 2:0     | Болонья          |

## 1/2 фіналу
| Команда 1      | Рахунок | Команда 2        |
| -------------- | ------- | ---------------- |
| 21 квітня 1938 |         |                  |
| Ювентус        | 2:0     | Амброзіана-Інтер |
| Мілан          | 2:2 дч  | Торіно           |

Перегравання
| Команда 1     | Рахунок | Команда 2 |
| ------------- | ------- | --------- |
| 1 травня 1938 |         |           |
| Торіно        | 3:2     | Мілан     |

## Фінал

### Перший матч
| 1 травня 1938 |

| Торіно       | 1:3 | Ювентус                          |
| ------------ | --- | -------------------------------- |
| Додоріко 35' |     | Белліні 24', 85' Де Філіппіс 72' |

| «Стадіо Філадельфія», Турин Глядачів: 14 957 Арбітр: Раффаеле Мастелларі |

### Повторний матч
| 8 травня 1938 |

| Ювентус          | 2:1 | Торіно     |
| ---------------- | --- | ---------- |
| Габетто 28', 38' |     | Бальді 20' |

| «Стадіо Беніто Муссоліні», Турин Глядачів: 9 091 Арбітр: Раффаеле Мастелларі |